# Vitamina B3

Molècula de niacina

Molècula de niacinamida

La vitamina B3 és una vitamina hidrosoluble incolora molt abundant a la natura que pertany al grup de les vitamines B. Hi ha dues substàncies de comportament físic, químic i farmacològic diferent que actuen però de la mateixa manera des del punt de vista de vitamines, de manera que a ambdues se les considera vitamina B3: són la niacina i la niacinamida.
Una quantitat insuficient de vitamina B3 a la dieta és causant d'una malaltia per deficiència nutricional anomenada pel·lagra.

## Funcions
La vitamina B3 serveix per a la producció d'hormones esteroides a la glàndula suprarenal i a la reparació de l'ADN.
També són essencials al metabolisme de les cèl·lules, ja que la niacina és una precursora de substàncies que contenen coenzimes importants per a ell:
- NAD+ / NADH: coenzim nucleòtid que conté vitamina B3 i que intervé en un gran nombre de reaccions redox al metabolisme, en especial al catabolisme. La seva tasca primordial és l'intercanvi d'electrons a la producció d'energia de les cèl·lules.
- NADP+ / NADPH: coenzim que conté vitamina B3 i que intervé a la síntesi de lípids, àcid nucleic i altres reaccions anabòliques.

La niacina passa a convertir-se en niacinamida abans de formar aquests compostos, és per això que, per a aquestes funcions únicament, al final la substància niacina i la niacinamida són equivalents. No són però en general substàncies iguales ni amb propietats similars, la niacina és un àcid mentre que la niacinamida és una amida.

## Dosis
La quantitat mínima diària recomanada per a un home adult és de 16 mg. Les vitamines no s'emmagatzemen al cos, perquè no és útil prendre'n en quantitats majors esporàdicament sinó que cal menjar-les cada dia. De fet, una quantitat superior al doble de la recomanada ja no és recomanable i pot resultar fins i tot tòxica. L'excés de vitamina B3 pot comportar diversos problemes entre els quals es troben danys al fetge per a una quantitat superior a dos grams diaris. La toxicitat per sobreingesta de la niacinamida és superior -apareix amb una quantitat inferior d'aquesta substància- a la de la niacina en rates i en humans.